# Armée de libération du peuple Danu
L'Armée de libération du peuple Danu (DPLA) est une organisation ethnique armée Danu en Birmanie.

## Histoire
Elle est créée le 7 août 2022 en tant que branche armée du Front de libération du peuple Danu et est active dans la zone auto-administrée Danu et dans plusieurs régions du nord de l'État shan. Elle participe aux phases 1 et 2 de l'opération 1027 aux côtés de l'Armée de libération nationale Ta'ang, notamment en attaquant la Tatmadaw autour de Kyaukku, dans le canton de Lawksawk (en).